# Die Straßen von San Francisco
Die Straßen von San Francisco (Originaltitel: The Streets of San Francisco) ist eine US-amerikanische Krimi-Fernsehserie, von der von 1972 bis 1977 in fünf Staffeln insgesamt 120 Episoden zu je 45 Minuten entstanden. Sie startete in den USA mit dem Pilotfilm am 16. September 1972 bei ABC. In Deutschland lief die Serie ab 1974 im ZDF. Ab Ende der 1980er Jahre wiederholte ProSieben die Serie und sendete die bisher fehlenden Folgen, die nicht im ZDF gezeigt wurden. Eine technisch aufgearbeitete Version lief 2014 bei RTL Nitro.

## Handlung
Die Hauptfiguren Detective Lieutenant Mike Stone (Karl Malden) und Inspector Steve Keller (Michael Douglas) – in Deutschland Steve Heller, um die Namensgleichheit mit dem deutschen Fernseh-Kommissar Keller (Erik Ode) zu vermeiden – verfolgten Verbrecher mit teils rasanten Verfolgungsjagden in der Innenstadt von San Francisco. In der fünften und letzten Staffel übernahm Richard Hatch den Platz von Michael Douglas, der sich zu dieser Zeit mit dem Film Einer flog über das Kuckucksnest als Produzent einen Namen machte. Mit Hatch gingen die Zuschauerquoten zurück, sodass die Serie nach der fünften Staffel eingestellt wurde. In den ersten beiden Folgen der fünften Staffel (konzipiert als Doppelfolge) stehen alle drei Hauptdarsteller – Karl Malden, Michael Douglas und Richard Hatch – zusammen vor der Kamera. Im Verlauf dieser Doppelfolge wird Inspector Steve Heller, der sich für eine Lehrtätigkeit an der Polizeiakademie interessiert, angeschossen und lebensgefährlich verletzt, womit sein Ausscheiden aus dem aktiven Dienst und die Übernahme jener Lehrtätigkeit beschleunigt wird.

## Hintergrund
Als Vorbereitung verbrachten beide Hauptdarsteller geraume Zeit mit Mitarbeitern des San Francisco Police Departments (SFPD), um ihre Rollen möglichst authentisch spielen zu können. Sämtliche Staffeln wurden an Originalschauplätzen in San Francisco gedreht. Die Innenaufnahmen entstanden in einem Lagerhaus am Ende der Kearny Street gegenüber dem Telegraph Hill.
Die Serie erhielt drei Nominierungen für den Golden Globe Award. Während Karl Malden bereits eine erfolgreiche Schauspielkarriere aufzuweisen hatte, machte die Serie den jungen Michael Douglas erst bekannt. Ein wichtiger Teil des großen Erfolges der Serie war die Musik von Patrick Williams – speziell die energetische, die Atmosphäre moderner Großstadtstraßen musikalisch widerspiegelnde Titelsequenz. Eine entscheidende Rolle spielte das Verhältnis zwischen den beiden Protagonisten, wobei Mike Stone nicht nur der erfahrene Partner, sondern auch eine Art Vaterfigur für Steve Heller war.
In Gastrollen traten u. a. Arnold Schwarzenegger, Martin Sheen, Leslie Nielsen, Nick Nolte, Tom Selleck, Roger E. Mosley, Larry Manetti, Diana Muldaur, David Soul, Don Johnson, Paul Michael Glaser, James Woods, Mark Hamill, Peter Strauss, Robert Wagner, Stefanie Powers, Kay Lenz, Joseph Cotten und Larry Hagman sowie Robert Foxworth auf.
Jede Folge war in 4 Kapitel (Act) und die Schlussszene (Epilog) unterteilt.

## Deutsche Fassung
| Rolle        | Schauspieler    | Synchronsprecher                                                                   |
| ------------ | --------------- | ---------------------------------------------------------------------------------- |
| Mike Stone   | Karl Malden     | Friedrich W. Bauschulte (Originalsprecher) Peter Groeger (DVD-Nachsynchronisation) |
| Steve Heller | Michael Douglas | Volker Brandt                                                                      |
| Dan Robbins  | Richard Hatch   | Wilfried Freitag                                                                   |

Michael Douglas verließ die Serie im Zweiteiler Die Bande des Schreckens zu Beginn der fünften Staffel. Die Episoden waren vom ZDF zwar synchronisiert, allerdings aufgrund der Entführung von Hanns Martin Schleyer dann doch nicht gesendet worden, da es inhaltliche Parallelen gab. Man schnitt daher die letzte Szene dieses Zweiteilers, in der Steve Heller sich verabschiedet und an seinen Nachfolger Dan Robbins übergibt, an die Folge 4.23 Die Ausreißerin (Originaltitel: Runaway), deren Ende man kurzerhand entfernte. Die Bande des Schreckens lief im deutschen Fernsehen seit der Erstausstrahlung auf ProSieben daher ohne Abschlussszene.
ProSieben synchronisierte Die Ausreißerin dann noch einmal vollständig neu, diesmal mit dem richtigen Ende und nun unter dem Titel Irrtum einer Fünfzehnjährigen. Allerdings vergaß man, stattdessen die im Original sehr ähnlich betitelte Episode 2.12 The Runaways zu synchronisieren, die daher erst 2014 erstmals im deutschen Fernsehen mit Untertiteln bei RTL Nitro zu sehen war und die einzige Folge ohne deutsche Fassung ist. Offenbar hatte man die Episoden verwechselt, da jahrelang die Episode 4.23 bei chronologischen Ausstrahlungen der Serie zunächst in der ZDF-Fassung als Episode 2.12 und dann noch einmal an der richtigen Stelle in der ProSieben-Fassung gezeigt wurde.
Insgesamt zeigte das ZDF 21 Episoden in den späten 1970er-Jahren nicht, sie gab es erstmals Anfang der 1990er-Jahre auf ProSieben.
Für die Veröffentlichung auf DVD mussten einige Szenen nachsynchronisiert werden. Da Friedrich W. Bauschulte 2003 starb, übernahm Peter Groeger die Rolle.

## Spielfilm
1992 strahlte NBC den Spielfilm Zurück auf die Straßen von San Francisco aus, der inhaltlich auf der Serie aufbaute. Von den Darstellern der Serie wirkten dort allerdings nur Karl Malden und Darleen Carr mit. Karl Malden spielte wieder Mike Stone, inzwischen zum Captain of Detectives befördert, um unter anderem den Mord an seinem ehemaligen Kollegen Heller aufzuklären. Darleen Carr spielte erneut Mike Stones Tochter. Der ermordete Steve Heller war in diesem Film nicht zu sehen; lediglich sein Ur-Porsche aus der Serie wurde aus der San Francisco Bay geborgen. Auch Richard Hatch spielte nicht mit.

## Kritik
Die 1976 erfolgte Ablösung von Michael Douglas durch Richard Hatch führte offensichtlich zur Einstellung der Serie, weil Hatch zu unbegabt gewesen sei. Ein Kritiker schrieb, dass „zwar seine Zähne schöner als Maldens Nase seien, doch tauge seine darstellerische Leistung eher für Zahnpastareklame“.

## Episodenliste

### Übersicht
| Staffel | Episodenanzahl | Erstausstrahlung USA | Erstausstrahlung USA |
| Staffel | Episodenanzahl | Staffelpremiere      | Staffelfinale        |
| ------- | -------------- | -------------------- | -------------------- |
| 1       | 27             | 16. September 1972   | 12. April 1973       |
| 2       | 23             | 13. September 1973   | 14. März 1974        |
| 3       | 23             | 12. September 1974   | 13. März 1975        |
| 4       | 23             | 11. September 1975   | 18. März 1976        |
| 5       | 24             | 30. September 1976   | 9. Juni 1977         |

### Staffel 1
| Nr. (ges.) | Nr. (St.) | Deutscher Titel                       | Originaltitel                | Erstausstrahlung USA | Deutschsprachige Erstausstrahlung (D) |
| ---------- | --------- | ------------------------------------- | ---------------------------- | -------------------- | ------------------------------------- |
| 1          | 1         | Die Straßen von San Francisco (Pilot) | The Streets Of San Francisco | 16. Sep. 1972        | 27. Apr. 1974                         |
| 2          | 2         | Jagt Charnovskys Mörder               | The Thirty-Year Pin          | 23. Sep. 1972        | 31. Mai 1974                          |
| 3          | 3         | Käufliche Liebe – Tödliche Liebe      | The First Day Of Forever     | 30. Sep. 1972        | 21. Juni 1974                         |
| 4          | 4         | Mord auf dem Hausboot                 | 45 Minutes From Home         | 7. Okt. 1972         | 21. Feb. 1975                         |
| 5          | 5         | Zu wem gehörst du, Sean?              | Whose Little Boy Are You?    | 14. Okt. 1972        | 28. Okt. 1989                         |
| 6          | 6         | Tod einer Hosteß                      | Tower Beyond Tragedy         | 28. Okt. 1972        | 19. Juli 1974                         |
| 7          | 7         | Kein Fall für Jim Martin              | Hall Of Mirrors              | 4. Nov. 1972         | 2. Aug. 1974                          |
| 8          | 8         | Nur 36 Stunden für Jepson             | Timelock                     | 11. Nov. 1972        | 9. Juli 1976                          |
| 9          | 9         | Die auffälligen Schuhe                | In The Midst Of Strangers    | 25. Nov. 1972        | 5. Juli 1974                          |
| 10         | 10        | Juwelen von Jacques                   | The Takers                   | 2. Dez. 1972         | 6. Sep. 1974                          |
| 11         | 11        | Die Ferguson-Gang                     | The Year Of The Locusts      | 9. Dez. 1972         | 19. Nov. 1989                         |
| 12         | 12        | Die Kugel                             | The Bullet                   | 16. Dez. 1972        | 6. Dez. 1974                          |
| 13         | 13        | Die verzweifelten Brüder              | Bitter Wine                  | 23. Dez. 1972        | 22. Okt. 1989                         |
| 14         | 14        | Nur ein Unfall                        | A Trout In The Milk          | 6. Jan. 1973         | 4. Okt. 1974                          |
| 15         | 15        | Lästige Zeugen                        | Deathwatch                   | 13. Jan. 1973        | 17. Mai 1974                          |
| 16         | 16        | Der Köder ist die Beute               | Act Of Duty                  | 18. Jan. 1973        | 3. Jan. 1975                          |
| 17         | 17        | Nick soll sterben                     | The Set-Up                   | 25. Jan. 1973        | 18. Okt. 1974                         |
| 18         | 18        | Falsche Adler                         | A Collection Of Eagles       | 1. Feb. 1973         | 20. Sep. 1974                         |
| 19         | 19        | Tödliche Aussicht                     | A Room With A View           | 8. Feb. 1973         | 3. Mai 1974                           |
| 20         | 20        | Reporter des Todes                    | Deadline                     | 15. Feb. 1973        | 13. Juni 1975                         |
| 21         | 21        | Die Kobrabande                        | Trail Of The Serpent         | 22. Feb. 1973        | 4. Apr. 1975                          |
| 22         | 22        | Das unheimliche Haus                  | The House On Hyde Street     | 1. März 1973         | 20. Dez. 1974                         |
| 23         | 23        | Der Mörder mit der Mundharmonika      | Beyond Vengeance             | 8. März 1973         | 23. Aug. 1974                         |
| 24         | 24        | Mord, Gesetz und Alibi                | The Albatross                | 15. März 1973        | 30. Dez. 1989                         |
| 25         | 25        | Mord in feinen Kreisen                | Shattered Image              | 22. März 1973        | 18. Jan. 1978                         |
| 26         | 26        | Das Einhorn                           | The Unicorn                  | 5. Apr. 1973         | 22. Nov. 1974                         |
| 27         | 27        | Legion der Verlorenen                 | Legion Of The Lost           | 12. Apr. 1973        | 8. Nov. 1974                          |

### Staffel 2
| Nr. (ges.) | Nr. (St.) | Deutscher Titel           | Originaltitel                | Erstausstrahlung USA | Deutschsprachige Erstausstrahlung (D) |
| ---------- | --------- | ------------------------- | ---------------------------- | -------------------- | ------------------------------------- |
| 28         | 1         | Auf der Flucht erschossen | A Wrongful Death             | 13. Sep. 1973        | 24. Jan. 1975                         |
| 29         | 2         | Mord vor der Kamera       | Betrayed                     | 20. Sep. 1973        | 18. Apr. 1975                         |
| 30         | 3         | Sinnlose Rache            | For The Love Of God          | 27. Sep. 1973        | 11. Feb. 1990                         |
| 31         | 4         | Connors letztes Ziel      | Before I Die                 | 4. Okt. 1973         | 15. Feb. 1978                         |
| 32         | 5         | Eddies großer Coup        | Going Home                   | 11. Okt. 1973        | 2. Mai 1975                           |
| 33         | 6         | Ein teures Stück Papier   | The Stamp Of Death           | 18. Okt. 1973        | 16. Mai 1975                          |
| 34         | 7         | Harem                     | Harem                        | 25. Okt. 1973        | 28. Mai 1976                          |
| 35         | 8         | Benjy der Schnüffler      | No Badge For Benjy           | 1. Nov. 1973         | 1. März 1978                          |
| 36         | 9         | Tödliches Gold            | The Twenty-Four Karat Plague | 8. Nov. 1973         | 21. März 1975                         |
| 37         | 10        | Attentat auf den Zeugen   | Shield Of Honor              | 15. Nov. 1973        | 7. März 1975                          |
| 38         | 11        | Die Todesspur             | The Victims                  | 29. Nov. 1973        | 11. Juni 1976                         |
| 39         | 12        | Eskalation (O.m.U.)       | The Runaways                 | 6. Dez. 1973         | 11. Jul. 2014                         |
| 40         | 13        | Mr. Tillmans Bomben       | Winterkill                   | 13. Dez. 1973        | 18. Juni 1976                         |
| 41         | 14        | Barbaras Baby             | Most Feared In The Jungle    | 20. Dez. 1973        | 30. Mai 1975                          |
| 42         | 15        | Mike Stones Revolver      | Commitment                   | 3. Jan. 1974         | 27. Juni 1975                         |
| 43         | 16        | Die Hellseherin           | Chapel Of The Damned         | 17. Jan. 1974        | 11. Juli 1975                         |
| 44         | 17        | Blockade                  | Blockade                     | 24. Jan. 1974        | 18. Juli 1975                         |
| 45         | 18        | Der Heckenschütze         | Crossfire                    | 31. Jan. 1974        | 15. März 1978                         |
| 46         | 19        | Masons Marionetten        | A String Of Puppets          | 7. Feb. 1974         | 22. Aug. 1975                         |
| 47         | 20        | Brandstiftung             | Inferno                      | 14. Feb. 1974        | 8. Aug. 1975                          |
| 48         | 21        | Clints letzter Ritt       | The Hard Breed               | 21. Feb. 1974        | 1. Aug. 1975                          |
| 49         | 22        | Selbstjustiz              | Rampage                      | 28. Feb. 1974        | 23. Juli 1976                         |
| 50         | 23        | Tod in der High Society   | Death And The Favored Few    | 14. März 1974        | 29. Aug. 1975                         |

### Staffel 3
| Nr. (ges.) | Nr. (St.) | Deutscher Titel                 | Originaltitel                    | Erstausstrahlung USA | Deutschsprachige Erstausstrahlung (D) |
| ---------- | --------- | ------------------------------- | -------------------------------- | -------------------- | ------------------------------------- |
| 51         | 1         | Schuld oder Schicksal           | One Last Shot                    | 12. Sep. 1974        | 24. März 1990                         |
| 52         | 2         | Tödliche Nachbarschaft          | The Most Deadly Species          | 19. Sep. 1974        | 19. Sep. 1975                         |
| 53         | 3         | Der Profi                       | Target: Red                      | 26. Sep. 1974        | 3. Okt. 1975                          |
| 54         | 4         | Unter Carlos Einfluß            | Mask Of Death                    | 3. Okt. 1974         | 14. Apr. 1990                         |
| 55         | 5         | Der andere Krieg                | I Ain’t Marchin’ Anymore         | 10. Okt. 1974        | 31. März 1990                         |
| 56         | 6         | Nächtlicher Überfall            | One Chance To Live               | 17. Okt. 1974        | 17. Okt. 1975                         |
| 57         | 7         | Schweigegeld                    | Jacob’s Boy                      | 24. Okt. 1974        | 12. Dez. 1975                         |
| 58         | 8         | Unter der Flagge des Terrors    | Flags Of Terror                  | 31. Okt. 1974        | 22. Apr. 1990                         |
| 59         | 9         | Hilflos und mißhandelt          | Cry Help!                        | 7. Nov. 1974         | 12. Mai 1990                          |
| 60         | 10        | Gangsterkrieg                   | For Good Or Evil                 | 14. Nov. 1974        | 14. Nov. 1975                         |
| 61         | 11        | Raubvogel                       | Bird Of Prey                     | 21. Nov. 1974        | 28. Nov. 1975                         |
| 62         | 12        | Der selbsternannte Henker       | License To Kill                  | 5. Dez. 1974         | 9. Jan. 1976                          |
| 63         | 13        | Ein tödlicher Fund              | The Twenty-Five Caliber Plague   | 12. Dez. 1974        | 25. Juni 1976                         |
| 64         | 14        | Der alte Herr Niemand           | Mister Nobody                    | 19. Dez. 1974        | 23. Jan. 1976                         |
| 65         | 15        | Jimmys Beweis                   | False Witness                    | 9. Jan. 1975         | 20. Feb. 1976                         |
| 66         | 16        | Briefe aus dem Grab             | Letters From The Grave           | 16. Jan. 1975        | 6. Feb. 1976                          |
| 67         | 17        | Bestechung im Amt               | Endgame                          | 23. Jan. 1975        | 19. März 1976                         |
| 68         | 18        | Wer tötet für 10 Dollar?        | Ten Dollar Murder                | 30. Jan. 1975        | 2. Juni 1990                          |
| 69         | 19        | Der programmierte Charlie Blake | The Programming Of Charlie Blake | 6. Feb. 1975         | 2. Apr. 1976                          |
| 70         | 20        | Nur Julie weiß es!              | River Of Fear                    | 13. Feb. 1975        | 5. Mai 1990                           |
| 71         | 21        | Mord in der Klinik              | Asylum                           | 20. Feb. 1975        | 14. Mai 1976                          |
| 72         | 22        | Gangster im Hotel               | Labyrinth                        | 27. Feb. 1975        | 5. März 1976                          |
| 73         | 23        | Der Drogeninspektor             | Solitaire                        | 13. März 1975        | 30. Apr. 1976                         |

### Staffel 4
| Nr. (ges.) | Nr. (St.) | Deutscher Titel                                                 | Originaltitel            | Erstausstrahlung USA | Deutschsprachige Erstausstrahlung (D) |
| ---------- | --------- | --------------------------------------------------------------- | ------------------------ | -------------------- | ------------------------------------- |
| 74         | 1         | Der Tod der Fixer                                               | Poisoned Snow            | 11. Sep. 1975        | 18. Feb. 1977                         |
| 75         | 2         | Die gläserne Zielscheibe                                        | The Glass Dart Board     | 18. Sep. 1975        | 10. Dez. 1976                         |
| 76         | 3         | Die Gefängnisbande                                              | No Place To Hide         | 25. Sep. 1975        | 4. Feb. 1977                          |
| 77         | 4         | Notzucht                                                        | Men Will Die             | 2. Okt. 1975         | 21. Jan. 1977                         |
| 78         | 5         | Eine furchtbare Lektion                                         | School Of Fear           | 9. Okt. 1975         | 30. Juni 1990                         |
| 79         | 6         | Tödliche Stille                                                 | Deadly Silence           | 16. Okt. 1975        | 7. Jan. 1977                          |
| 80         | 7         | Ein hoher Preis                                                 | Murder By Proxy          | 23. Okt. 1975        | 24. Juni 1990                         |
| 81         | 8         | Spur des Schreckens                                             | Trail Of Terror          | 30. Okt. 1975        | 6. Aug. 1976                          |
| 82         | 9         | Ein Netz aus Lügen                                              | Web Of Lies              | 6. Nov. 1975         | 20. Aug. 1976                         |
| 83         | 10        | Der Frauenliebling                                              | Dead Air                 | 13. Nov. 1975        | 3. Sep. 1976                          |
| 84         | 11        | Händler des Todes                                               | Merchants Of Death       | 20. Nov. 1975        | 4. März 1977                          |
| 85         | 12        | Die Katze und das Tigerauge                                     | The Cat’s Paw            | 4. Dez. 1975         | 22. Juli 1990                         |
| 86         | 13        | Nur Namen und Nummern                                           | Spooks For Sale          | 11. Dez. 1975        | 28. Juli 1990                         |
| 87         | 14        | Mord an der Schule                                              | Most Likely To Succeed   | 18. Dez. 1975        | 4. Jan. 1978                          |
| 88         | 15        | Der falsche Polizist                                            | Police Buff              | 8. Jan. 1976         | 15. Okt. 1976                         |
| 89         | 16        | Wer ist Doktor Holtfield?                                       | The Honorable Profession | 15. Jan. 1976        | 29. Okt. 1976                         |
| 90         | 17        | Schuld und keine Reue                                           | Requiem For Murder       | 22. Jan. 1976        | 11. Aug. 1990                         |
| 91         | 18        | Abstieg in die Unterwelt                                        | Underground              | 29. Jan. 1976        | 26. Nov. 1976                         |
| 92         | 19        | Tag des Gerichts                                                | Judgment Day             | 19. Feb. 1976        | 12. Nov. 1976                         |
| 93         | 20        | Clown des Todes                                                 | Clown Of Death           | 26. Feb. 1976        | 17. Sep. 1976                         |
| 94         | 21        | Der Superstar                                                   | Superstar                | 4. März 1976         | 1. Okt. 1976                          |
| 95         | 22        | Die Illegalen                                                   | Alien Country            | 11. März 1976        | 18. März 1977                         |
| 96         | 23        | Die Ausreißerin (ZDF) Irrtum einer Fünfzehnjährigen (ProSieben) | Runaway                  | 18. März 1976        | 4. Aug. 1990 (ProSieben)              |

### Staffel 5
| Nr. (ges.) | Nr. (St.) | Deutscher Titel                   | Originaltitel                 | Erstausstrahlung USA | Deutschsprachige Erstausstrahlung (D) |
| ---------- | --------- | --------------------------------- | ----------------------------- | -------------------- | ------------------------------------- |
| 97         | 1         | Die Bande des Schreckens – Teil 1 | The Thrill Killers (1)        | 30. Sep. 1976        | 22. Apr. 1993 (PRO 7)                 |
| 98         | 2         | Die Bande des Schreckens – Teil 2 | The Thrill Killers (2)        | 7. Okt. 1976         | 22. Apr. 1993 (PRO 7)                 |
| 99         | 3         | Tot oder lebend                   | Dead Or Alive                 | 21. Okt. 1976        | 12. Apr. 1978                         |
| 100        | 4         | Eine Falle für Stone              | The Drop                      | 28. Okt. 1976        | 24. Jan. 1979                         |
| 101        | 5         | Cindy, oh Cindy                   | No Minor Vices                | 4. Nov. 1976         | 26. Apr. 1978                         |
| 102        | 6         | Mord im Studio                    | In Case Of Madness            | 11. Nov. 1976        | 7. Feb. 1979                          |
| 103        | 7         | Das Notsignal                     | Till Death Do Us Part         | 18. Nov. 1976        | 21. Feb. 1979                         |
| 104        | 8         | Wer nicht zahlt, muß sterben      | Child Of Anger                | 2. Dez. 1976         | 24. Mai 1978                          |
| 105        | 9         | Der Draufgänger                   | Hot Dog                       | 9. Dez. 1976         | 5. Juli 1978                          |
| 106        | 10        | Die Angst, die umbringt           | Castle Of Fear                | 23. Dez. 1976        | 12. Apr. 1994                         |
| 107        | 11        | Callgirls                         | One Last Trick                | 6. Jan. 1977         | 2. Aug. 1978                          |
| 108        | 12        | Monkey ist wieder da              | Monkey Is Back                | 13. Jan. 1977        | 11. Okt. 1978                         |
| 109        | 13        | Der Gangstervater                 | The Cannibals                 | 20. Jan. 1977        | 16. Aug. 1978                         |
| 110        | 14        | Wer tötete Helen French?          | Who Killed Helen French?      | 3. Feb. 1977         | 30. Aug. 1978                         |
| 111        | 15        | Ein guter Polizist, aber …        | A Good Cop …But               | 10. Feb. 1977        | 27. Sep. 1978                         |
| 112        | 16        | Ein Schuss zu viel                | Hang Tough                    | 17. Feb. 1977        | 20. Sep. 1978                         |
| 113        | 17        | Die Jugendbande                   | Innocent No More              | 24. Feb. 1977        | 25. Okt. 1978                         |
| 114        | 18        | Vorbelastet                       | Once A Con                    | 3. März 1977         | 19. Juli 1978                         |
| 115        | 19        | Mord im Hotel                     | Interlude                     | 28. Apr. 1977        | 15. Nov. 1978                         |
| 116        | 20        | Joe Schmidt – Bodybuilder         | Dead Lift                     | 5. Mai 1977          | 19. Apr. 1994                         |
| 117        | 21        | Mr. Drake lebt gefährlich         | Breakup                       | 12. Mai 1977         | 10. Mai 1978                          |
| 118        | 22        | Die Anwältin                      | Let’s Pretend We’re Strangers | 19. Mai 1977         | 27. Dez. 1978                         |
| 119        | 23        | Die Ausbrecher                    | Time Out                      | 2. Juni 1977         | 13. Dez. 1978                         |
| 120        | 24        | Ein teurer Hund                   | The Canine Collar             | 9. Juni 1977         | 10. Jan. 1979                         |